# Paraleuctra ambulans
Paraleuctra ambulans är en bäcksländeart som beskrevs av Tatemi Shimizu 2000. Paraleuctra ambulans ingår i släktet Paraleuctra och familjen smalbäcksländor. Inga underarter finns listade i Catalogue of Life.